# 멜리야의 기

멜리야의 기 비율 2:3

멜리야의 기는 멜리야를 상징하는 기로, 1995년 3월 15일, 멜리야 자치법을 통해 제정되었다.
하늘색 바탕 가운데에는 멜리야의 문장이 그려져 있다.